# صوفي دوكتر
صوفي دوكتر (من مواليد 19 ديسمبر 2002) لاعبة ألعاب قوى هولندية تتنافس في الأحداث المشتركة، حصلت على الميدالية البرونزية في الخماسي النسائي في بطولة العالم لألعاب القوى داخل الصالات 2024.
حائزة على الميدالية الفضية في السباعي في بطولة أوروبا لألعاب القوى تحت 20 سنة 2021 وبطولة أوروبا لألعاب القوى تحت 23 سنة 2023، بطلة وطنية في السباعي عام 2022، أصبحت بطلة وطنية ثلاث مرات في الخماسي في عام 2024 .